# Simmern (Westerwald)
Pour l’article homonyme, voir Simmern/Hunsrück.
Simmern est une municipalité de la Verbandsgemeinde de Montabaur, dans l'arrondissement de Westerwald, en Rhénanie-Palatinat, dans l'ouest de l'Allemagne.